# قائمة المواقع والمعالم المصنفة في ولاية مستغانم
هذه قائمة حصرية للمواقع الأثرية والمعالم التاريخية المصنفة حسب وزارة الثقافة والاتصال (الجزائر) لولاية مستغانم.
| رقم    | اسم           | وصف  | موقع | مدينة   | قسم     | الإحداثيات                                   | صورة               |
| ------ | ------------- | ---- | ---- | ------- | ------- | -------------------------------------------- | ------------------ |
| 27-001 | الجامع الكبير | مسجد |      | مستغانم | مستغانم | 35°56′12″N 0°05′35″E / 35.936598°N 0.09304°E | مسجد · Upload file |